# Theridion campestratum
Theridion campestratum är en spindelart som beskrevs av Simon 1900. Theridion campestratum ingår i släktet Theridion och familjen klotspindlar. Inga underarter finns listade i Catalogue of Life.